# Завбуч
Завбу́ч (словац. Saobuč, угор. Kistar) — село в Україні, у Перечинському районі Закарпатської області.
Маленьке сільце на схилі гори Обуч з храмовим святом на день св. Іллі вважають давнішим, ніж сусідню Тур’я Пасіку. Виникло воно не раніше 1552 року.
Найдавнішою пам’яткою села є дзвін, вилитий, згідно з угорським написом на ньому, для Пасіцької Заобучі стараннями Василя Бабидорича в 1832 р. Очевидно, з того часу походила і стара кам’яна дзвіниця, що стояла на іншому місці, між хатами. Дзвіницю було розібрано в 1971 р. і тоді ж на новій відкритій ділянці спорудили нову дерев’яну дзвіницю. Камінь зі старої дзвіниці пішов на підмурівок нової. Дошки та бруси на каркасну конструкцію збирали всі жителі села. Дзвіницю збудували Василь Касич та Андрій Анталовський.
За переписом 2010 року в селі мешкає 307 осіб.
Розташоване на річці Тур'я. Селом тече струмок Добрин.

## Населення
Згідно з переписом УРСР 1989 року чисельність наявного населення села становила 75 осіб, з яких 33 чоловіки та 42 жінки.
За переписом населення України 2001 року в селі мешкали 32 особи.

### Мова
Розподіл населення за рідною мовою за даними перепису 2001 року:
| Мова       | Кількість | Відсоток |
| ---------- | --------- | -------- |
| українська | 304       | 99.02%   |
| російська  | 2         | 0.65%    |
| угорська   | 1         | 0.33%    |
| Усього     | 307       | 100%     |

## Туристичні місця
- дзвін 1832 р.
- струмок Добрин